# سد ترنگسلت
سد ترنگسلت (به سوئدی: Trängslet) یک سد خاکی و نیروگاه برقابی در سوئد است که در بخش الودالن واقع شده‌است.